# Lienhard und Gertrud

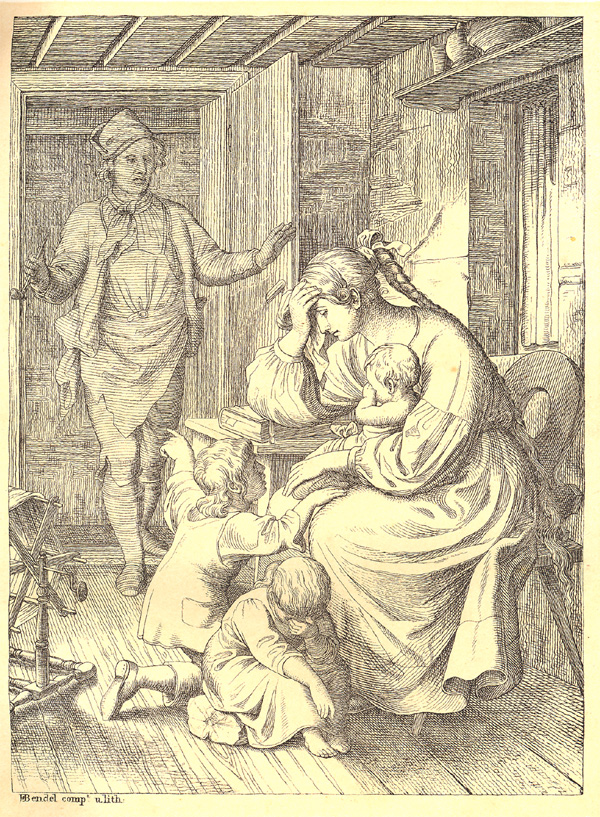
Illustration von Hans Bendel zu Pestalozzis Roman „Lienhard und Gertrud“.
Erstes Kapitel: Ein herzguter Mann, der aber doch Weib und Kind höchst unglücklich macht.

Lienhard und Gertrud (im Untertitel Ein Buch für das Volk) ist ein Roman von Johann Heinrich Pestalozzi, der von 1781 bis 1787 in vier Bänden erstmals erschienen ist und später mehrfach umgearbeitet wurde. Am Modell des Dorfes Bonnal führt Pestalozzi eine verwahrloste Gesellschaft vor und zeigt auf, wie sie dank dem Einsatz eines humanen Regenten und einzelner verständiger Bewohner zu einer moralischen und wirtschaftlichen Gesundung geführt werden kann. Das Buch war ein durchschlagender Erfolg, mit ihm hat sich Pestalozzi „in die Literaturgeschichte eingeschrieben“. Seine „literarische Originalität und literarhistorische Leistung“ besteht darin, die Sprache der Empfindsamkeit im Zusammenhang mit der einfachen Dorfbevölkerung eingesetzt zu haben. Als Alternative zum individuellen Entwicklungsroman schaffte Pestalozzi mit Lienhard und Gertrud „das Paradigma des deutschen Volksromans mit kollektiven Konflikten und utopischen Lösungen.“
Die späteren, zum Teil stark veränderten Fassungen konnten nicht an den Erfolg der Erstausgabe anknüpfen.

## Inhalt (erste Fassung)

### Ausgangslage
Der Roman spielt in dem fiktiven Dorf Bonnal, in den frühen 80er Jahren des 18. Jahrhunderts, also kurz vor der Französischen Revolution, im Ancien Régime. Das Dorf leidet unter der Korruption des einflussreichen Hummel, der als Untervogt (oft bloss als „Vogt“ bezeichnet) amtet und gleichzeitig das einzige Wirtshaus am Ort führt. Ausser einigen wohlhabenden Bauern leben im Dorf auch viele Arme, die keine Chance haben, sich den Machenschaften des intriganten Wirts zu entziehen. Im Schloss, zu dessen Herrschaftsbereich das Dorf gehört, residiert aber seit kurzem ein neuer Landesherr, der junge Junker Carl Arner von Arnheim, der es sich zum Ziel gesetzt hat, die gesellschaftlichen und wirtschaftlichen Verhältnisse im Dorf zu verbessern. Im Dorfpfarrer, der ein aufgeklärter Theologe ist, findet er einen Verbündeten, mit dem er eng zusammenwirkt.

### 1. Teil (1781)
Lienhard ist Maurer in Bonnal und schuldet dem Wirt eine grössere Summe, die er nicht so schnell zurückzahlen kann. Dadurch fühlt er sich verpflichtet, immer wieder im Wirtshaus einzukehren, womit ein grosser Teil seines Einkommens verlorengeht. Seine Frau Gertrud weiss deshalb oft nicht, wie sie die sieben Kinder durchbringen kann. In ihrer Verzweiflung besucht sie Arner auf dem Schloss und schildert ihm ihre Lage. Der hilft vorerst mit ein wenig Geld aus und verspricht Abhilfe. Lienhard soll den Auftrag erhalten, die Kirche zu renovieren und so mindestens für eine gewisse Zeit ein gesichertes Einkommen erhalten. Auch andere Leute aus dem Dorf, die auf zusätzliche Einnahmen dringend angewiesen sind, sollen bei diesem Unterfangen Arbeit erhalten.
Unter diesen ist der Hübelrudi, der seine wertvolle Wiese vor längerer Zeit an den Vogt verloren hat, weil ein Zeuge einen Meineid geschworen hat. Der Hübelrudi lebt seither in elenden Verhältnissen, seine Frau ist schon früher gestorben, seine Kinder leiden Hunger. Als auch noch die Grossmutter stirbt, kümmert sich Gertrud um die Kinder.
Da die Liste der am Kirchbau Beteiligten nicht den Wünschen des Vogts entspricht, beginnt er sowohl gegen Arner als auch gegen Lienhard zu intrigieren, was aber nur halb gelingt. Als ihn Arner vor die Wahl stellt, entweder das Vogtamt oder die Wirtschaft aufzugeben, ist er so aufgebracht, dass er nachts im Wald einen Markstein verschieben will, um Arner zu schaden. Bei dieser Aktion wird er von einer Licht- und Lärmerscheinung überrascht, glaubt sich vom Teufel verfolgt und flieht entsetzt ins Dorf zurück. Dort kümmert sich der Pfarrer um den Zerrütteten, der so zermürbt ist, dass er seine Intrigen gesteht.
Arner verurteilt den Vogt symbolisch zum Tod, real zur Wiederherstellung des Originalzustandes im Wald und zu 14 Tage Kerker, während denen er dem Pfarrer Rechenschaft ablegen muss darüber, wie es dazu kommen konnte, dass er auf die schiefe Bahn geriet. Der Hübelrudi erhält seine Wiese zurück und dazu, als Geschenk von Arner und zur Wiedergutmachung, eine Kuh.
Die vermeintliche Teufelserscheinung des Vogts hat dem Aberglauben im Dorf wieder Auftrieb gegeben. Arner kämpft dagegen an und geht auf eine Wette ein: Die reichen Bauern hatten nicht glauben können, dass es bei des Vogts Abenteuer mit rechten Dingen zugegangen war und ihr Nutzungsrecht an der Gemeindeweide dagegen gewettet. Arner lässt seinen Angestellten, der nachts durch den Wald wanderte und dem Vogt einen Streich spielte, das Geheimnis lüften. Die Bauern müssen zugeben, dass sie verloren haben.

### 2. Teil (1783)
Der Vogt muss den gelockerten Markstein wieder in Ordnung bringen. Sein Weg in den Wald wird von der Dorfbevölkerung mit Häme verfolgt. Der Pfarrer und Arner treffen Vorsorge, dass nicht auch die symbolische Hängung am folgenden Tag zu einem Spektakel ausartet; vielmehr soll sie für die Dorfbevölkerung eine reinigende Kraft entfalten, was sich durchsetzen lässt, allerdings nur mit grossem Aufwand. Der Vogt tritt nun die 14-tägige Haftstrafe an, wobei er intensiv vom Pfarrer betreut wird. Die ausführlichen Gespräche wecken den Argwohn von vielen Dorfbewohnern, der Vogt würde auch ihre Untaten ausbringen. Es wird deshalb der Versuch unternommen, den Vogt zu bestechen. Der geht aber nicht darauf ein. Da seine Frau im Sterben liegt, darf er für eine Nacht zu ihr nach Hause. Auch sie bereut ihre Verbrechen. Vor ihrem Tod kommen viele der Armen, die unter ihr gelitten haben, zu ihr und bezeugen ihre Vergebung.
Der Hübelrudi ist nun materiell gesichert, aber im Haushalt herrscht immer noch Unordnung. Gertrud hilft ihm tatkräftig, für Ordnung zu sorgen, und kümmert sich weiter um seine Kinder.
Arner will die von den reichen Bauern verwettete Gemeindeweide an die Armen verteilen. Die Bauern wehren sich aber dagegen mit dem Argument, sie hätten noch viel Vieh im Stall und dafür zu wenig Heu. Arner veranstaltet eine Versammlung der Gemeinde, die wie ein Gerichtstag wirkt. Er lässt die Verhältnisse genau untersuchen, überführt die Bauern der Lüge und deckt auch Diebstähle auf, die während Jahren begangen wurde. Die moralische Verwahrlosung, unter der das ganze Dorf litt, wird aufgedeckt, die Schuldigen werden bestraft.
In einer langen Predigt erzählt der Pfarrer das Leben des alten Vogts, nicht, um ihn blosszustellen, sondern um aufzuzeigen, wie es zu seiner Verwahrlosung kommen konnte; das schlechte Vorbild der Eltern und die Pflichtvergessenheit des früheren Landesherrn spielen dabei eine grosse Rolle. Die Lehre dieser Predigt ist dabei, dass keiner vor einem solchen Schicksal gefeit ist, weil jeder Anlagen zu Hochmut, Geiz und Lieblosigkeit in sich hat.

### 3. Teil (1785)
Arner lässt sich beraten, wie die wirtschaftlichen Verhältnisse der armen Dorfbewohner nachhaltig verbessert werden könnten. Der Baumwollhändler und seine Schwester empfehlen steuerliche Anreize zum Sparen bei den Kindern, die in Heimarbeit Baumwolle spinnen, sowie eine Verbesserung des Schulunterrichts, da der Lehrer nichts taugt.
Zunächst aber wird die Gemeindeweide an die besitzlosen Bewohner verteilt; jeder von ihnen erhält auch einen Obstbaum, den er auf dem Land setzen kann. Dazu erhält jedes arme Kind eine Ziege, wenn es verspricht, sie gut zu pflegen und beim Hüten sich an bestimmt Regeln zu halten. Ausserdem müssen alle, die beim Wirt Schulden haben, öffentlich mit ihm abrechnen. Das ist für viele peinlich, denn nun kommt ans Licht, wer heimlich Wein konsumiert hat oder Haushaltsgegenstände versetzt hat, ohne es den eigenen Familienangehörigen zu sagen.
Die Ankündigung Arners, dass Kinder, die sich bis zum 20. Altersjahr mit Spinnen einen bestimmten Minimalbetrag zusammensparen können, für einen Acker lebenslang von den Steuern befreit sein sollen, wird von vielen begeistert aufgenommen. Die Reichen hingegen sind neidisch und versuchen das Vorhaben zu hintertreiben, was ihnen aber nicht gelingt.
Arner bestimmt Glüphi, einen ehemaligen Leutnant, zum neuen Lehrer. Dieser besucht Gertrud, die in ihrer Stube nicht nur ihre eigenen Kinder, sondern auch die des Hübelrudi unterrichtet, wobei die Kinder gleichzeitig auch an ihrem jeweiligen Spinnrad arbeiten. Auf Wunsch Arners hilft Gertrud Glüphi, den Unterricht in der Dorfschule nach den gleichen Prinzipien aufzubauen: Es geht immer um eine Kombination von theoretischem Wissen und praktischem Können. Und sogar der Pfarrer lässt sich davon inspirieren: Auch im Religionsunterricht soll es nicht um blosses Auswendiglernen dogmatischer Lehrsätze gehen, sondern um die moralische Vorbereitung für die Herausforderungen des täglichen Lebens.
Auch der neuartige Schulunterricht wird im Dorf zunächst beargwöhnt. Doch die Kinder lieben ihren Lehrer und auch die Kritiker müssen mit der Zeit sein Engagement respektieren. Dieses geht so weit, dass er sich auch um Lehrstellen für seine Schüler kümmert.

### 4. Teil (1787)
Arner erhält Besuch von seinem Onkel und dessen Nichte Sylvia. Die beiden haben sich vorher am Hof des Herzogs aufgehalten, wo die Reformen Arners mit grossem Interesse verfolgt und besprochen wurden. Der Minister Bylifsky ist ein Freund Arners und befürwortet seine Arbeit, während Helidor ein Gegner solcher Reformen ist. Sylvia ist mit Helidor befreundet und beginnt in Bonnal gegen die Unterstützer Arners, vor allem gegen Glüphi, zu intrigieren. Sie ist damit letztlich nicht erfolgreich; doch die Situation belastet Arner. Eine schwere Krankheit, deren Vorboten er schon früher in sich verspürt hatte, bricht aus. Er ist dem Tode nahe, da rettet ihn der Leibarzt des Herzogs. Bylifsky besucht das Dorf, um sich ein eigenes Bild der Reformen zu machen. Er ist begeistert vom Fortschritt und möchte den Herzog überzeugen, solche Reformen auf das ganze Land auszudehnen.
Die Tatsache, dass viele Leute im Dorf damit gerechnet haben, dass Arner sterben könnte, hat aufgedeckt, dass der Erfolg der Reformen an einem dünnen Faden hängt. Andererseits hat es auch die Eigeninitiative der Dorfbewohner geweckt. So findet ein Aufruf zur selbständigen Finanzierung des Lehrers genügend Anklang. Glüphis Arbeit wäre somit auch dann gesichert, wenn Arner ihn nicht mehr bezahlen könnte. Und vier Frauen, darunter Gertrud, schliessen sich zu einem Bund zusammen, dessen Ziel es ebenfalls ist, Arners Reformen zu sichern.
Arners Genesung wird im Dorf mit einem grossen Fest gefeiert. Am gleichen Tag heiratet der Hübelrudi eine Frau, um die er – unterstützt von Gertrud – lange geworben hatte. In der folgenden Nacht stirbt der alte Vogt Hummel.
Arner versucht nun mit einer Reihe von Regelungen das Erreichte abzusichern und weiterzutreiben. Es sind erstens Vorkehrungen, die den Ertrag der Arbeit verbessern sollen, indem innerhalb des Dorfes Erfolgsrezepte für die verschiedensten bäuerlichen Wirtschaftsgebiete ausgetauscht werden. Ausserdem werden Grundbücher angelegt, die Auskunft geben über den Besitz und den Zustand der Felder, Wälder und Wiesen. Damit wird Streitigkeiten vorgebeugt und eine Basis zur stetigen Verbesserung der wirtschaftlichen Grundlagen gelegt. Es sind zweitens Vorkehrungen, die den Umgang der Dorfbewohner untereinander auf der Basis von Ehrenwertigkeit und Schamhaftigkeit zu regeln versuchen. Mit den bürgerlichen Tugenden von Arbeitsamkeit und Sparsamkeit soll erreicht werden, dass keiner in solche Not gerät, die ihn etwa zu Diebstahl verleitet. Glüphis Schulunterricht spielt dabei eine wichtige Rolle. Und drittens wird ein ausgefeilter Streitschlichtungsmechanismus eingerichtet, der eigentliche Gerichtsprozesse praktisch unnötig macht.
Nachdem Bylifsky zwei weitere Minister davon überzeugen konnte, dass Arners Reformen für das ganze Land viel versprechen, gelingt es ihm, den Herzog dazu zu bewegen, eine Kommission einzusetzen, die im Einzelnen untersuchen soll, inwiefern diese Reformen im ganzen Land verwirklicht werden können.

## Interpretation (erste Fassung)
Der Schauplatz des Romans, das Dorf Bonnal, dient als Modell, an dem Pestalozzi gesellschaftliche Verwahrlosung darstellen und gleichzeitig Rezepte zur Wiederherstellung der Ordnung ausprobieren kann. Gründe für die Verwahrlosung zur Zeit der Niederschrift lagen nach Pestalozzis Diagnose hauptsächlich in der aufkommenden Industrialisierung (vor allem im Textilbereich, also Baumwollspinnerei und Weberei), auf die die Betroffenen nicht genügend vorbereitet waren: Bot das traditionelle bäuerliche Leben genügend Anschauungsmaterial für die Ausbildung der heranwachsende Generation, so ändert sich dies mit den Anforderungen, die die bezahlte Lohnarbeit in den Betrieben stellt. „Intellektuelle Schulung und rationale Fertigkeiten werden lebensnotwendig, können aber durch bloße Umweltprägung nicht mehr vermittelt werden.“ Die Verfügbarkeit von Bargeld bei den ehemals Armen überfordert Menschen, die darauf nicht vorbereitet sind und bringt die dörflichen Hierarchien durcheinander.

### Menschenbild
In Anlehnung an Rousseaus Philosophie, aber auch in Abgrenzung dagegen, entwickelt Pestalozzi in Lienhard und Gertrud eine anthropologische Position, die er den Lieutenant Glüphi – und es wird deutlich, dass diese Position auch Pestalozzis eigene ist – vertreten lässt:
Der Mensch, fuhr er fort, ist von Natur, wenn er sich selbst überlassen wild aufwächst, träg, unwissend, unvorsichtig, unbedachtsam, leichtsinnig, leichtgläubig, furchtsam, und ohne Gränzen gierig, und wird dann noch durch die Gefahren, die seiner Schwäche, und die Hindernisse, die seiner Gierigkeit aufstoßen, krumm, verschlagen, heimtückisch, mißtrauisch, gewaltsam, verwegen, rachgierig, und grausam. – Das ist der Mensch, wie er von Natur, wenn er sich selbst überlassen, wild aufwächst, werden muß; er raubet wie er ißt, und mordet wie er schläft. – Das Recht seiner Natur ist sein Bedürfniß, der Grund seines Rechts ist sein Gelust, die Gränzen seiner Ansprüche ist seine Trägheit, und die Unmöglichkeit weiters zu gelangen.
[…]
Desnahen muß sie [die Gesellschaft], wenn er für sie einigen Werth haben, oder ihr auch nur erträglich seyn soll, aus ihm etwas ganz anders machen, als er von Natur ist, und als er, wenn er sich selbst überlassen wild aufwächst, werden könnte. Und der ganze bürgerliche Werth des Menschen, und alle seine der Gesellschaft nuzbare und brauchbare Kräfte ruhen auf Einrichtungen, Sitten, Erziehungsarten, und Gesezen, die ihn in seinem Innersten verändern und umstimmen, um ihn ins Gleis einer Ordnung hineinzubringen, die wider die ersten Triebe seiner Natur streitet, und ihn für Verhältnisse brauchbar zu machen, für welche ihn die Natur nicht bestimmt, und nicht brauchbar gemacht, sondern vielmehr selber die gröste Hindernisse dagegen in ihn hineingelegt hat […] (III, 330f)
Solche Ansichten über die Konstitution des Menschen machen klar, dass zwischen dem Einzelnen und der Gesellschaft ein wechselseitiges Abhängigkeitsverhältnis besteht: Die Gesellschaft ist darauf angewiesen, dass der einzelne sich konform verhält. Das Individuum andererseits ist darauf angewiesen, dass ihm die Gesellschaft dazu die nötige Grundlage bietet. Und dies bezieht sich sowohl auf die materielle Basis als auch auf den sittlichen Rahmen. Pestalozzi kommt mit diesen Überlegungen also in die Nähe dessen, was später als „Milieutheorie“ oder „Milieupädagogik“ bekannt wurde, doch ohne sich in diesem Ansatz zu erschöpfen.

### Gesellschaftskritik, Kritik am Adel
Hier setzt nun Pestalozzis Gesellschaftskritik ein, die er am Modell Bonnal exemplifizieren kann. Die Verhältnisse in Bonnal bieten den Bewohnern weder materiell noch ideell die nötige Grundlage. Verantwortlich dafür ist einerseits der Untervogt Hummel, der mit seiner Korruption den Bewohnern die ihnen zustehende materielle Basis entzieht und gleichzeitig die moralische Ordnung im Dorf zersetzt, und andererseits der Grossvater Arners, der die Machenschaften Hummels allzu lange geduldet hat.
Die Gesellschaftskritik ist somit primär Kritik am Adel, der in der vorrevolutionären Zeit für die Staatsverfassung verantwortlich ist, aber von der wirtschaftlichen Entwicklung überfordert ist und es unterlassen hat, dem Volk die Voraussetzungen für ein wenigstens minimales Auskommen zu schaffen.
Arner, der Enkel, versucht, seiner Verantwortung gerecht zu werden. Mit der Bestrafung des Vogts leitet er die moralische Regeneration ein, wobei die ganze Dorfbevölkerung daran teilnimmt, nicht zur Belustigung, wie gemeinhin üblich, sondern als Teil einer Katharsis, denn nicht nur Hummel hat sich vergangen, die ganze Dorfgemeinschaft ist in die kriminellen Machenschaften verflochten.

### Schule und Erziehung
Mit Pestalozzis anthropologischem Ansatz, dass die Umgebung auf die Menschen zurückwirkt, ist eine Basis für die Bildbarkeit des Menschen gegeben, und damit für die Möglichkeit, durch geeignete Schulung eine Veränderung der Gesellschaft zu bewirken. Mit der Einrichtung einer Schule und der Einsetzung Glüphis als Lehrer schafft Arner die Voraussetzungen, dass die Kinder auf ihr späteres Leben sowohl in beruflicher als auch in moralischer Hinsicht vorbereitet werden. Immer wieder betont Pestalozzi, dass es bei der Bildung nicht um die Vermittlung theoretischen Wissens gehe, sondern um die Ausbildung praktischer Fähigkeiten, die es den jungen Menschen erlauben sollen, im Erwerbsleben zu bestehen. Alles andere kann im schlimmsten Fall sogar zur Verwahrlosung beitragen. Glüphi versteht seinen Auftrag sehr umfassend, hilft seinen Schülern auch, einen geeigneten Beruf zu finden, und vermittelt ihnen sogar Lehrstellen bei einem Handwerker im Dorf. Ausser dem fachlichen Unterricht achtet Glüphi aber auch auf Tugenden wie Reinlichkeit, Pünktlichkeit, Ordnungs- und Wahrheitsliebe. Damit gelingt es Glüphi – und mit ihm Arner – die Grundlage für eine moralische Regeneration zu legen, auch wenn die älteren Bewohner, an die Umstände gewöhnt, sich nur schwer ändern lassen: „Im übrigen aber baute der Junker in seiner Meynung, das Dorf zu ändern, gar nicht auf das alte Volk, sondern auf die Jugend und auf die Schul. Diesfalls aber zählte er auf nichts weniger als auf ein Geschlecht, das dem nächsten, von dem es abstammt, so ungleich seyn würde, als Tag und Nacht einander ungleich sind.“ (III, 219)
Dass Zugang zu Schulbildung für alle in der damaligen Zeit nicht nur neu, sondern sogar heftig umstritten war, darauf reflektieren die Intrigen Sylvias gegen Glüphi und die Vorstellungen von Standeserziehung, die der General vertritt. Mit der Überwindung dieser Standeserziehung ist einerseits aber nichts weniger als Chancengleichheit im modernen Sinn gemeint. Dazu passt ein Diktum Pestalozzis, das oft falsch verstanden wurde: „Der Arme muss zur Armuth auferzogen werden“ (I, 143). Pestalozzi will, dass die Armen auf ihr wahrscheinlichstes Erwachsenendasein vorbereitet werden: das eines landlosen Industriearbeiters. Andererseits reagiert Pestalozzis Schule auf die Entstehung einer neuen Schicht von Arbeitern und entwickelt in diesem Zusammenhang immerhin durchaus „emanzipatorische Elemente“.

### Wirtschaft
Verspricht die Einführung der Schule vor allem mittel- bis langfristige Besserung, so versucht Arner, die ökonomische Sicherung vor allem der armen und landlosen Familien auch kurzfristig einzuleiten. Mit dem Abgeben von Anteilen an der Gemeindeweide sowie dem Schenken von Bäumen und Ziegen will Arner keine Almosen verteilen, sondern Hilfe zur Selbsthilfe bieten. Die Gaben sind mit Verpflichtungen verbunden. Das Einhalten der Verpflichtungen sorgt für eine Disziplinierung und somit neben der wirtschaftlichen Besserung auch für eine moralische Regeneration. Ähnliches gilt für die in Aussicht gestellte Steuerbefreiung jener Kinder, die mit Spinnen einen gewissen Minimalbetrag ansparen. Der Anreiz zum Sparen soll den Sinn für den haushälterischen Umgang mit den vorhandenen Ressourcen wecken.
Diese Massnahmen sind für die ärmern und landlosen Dorfbewohner gedacht. Aber auch für die Bauern hat Arner eine ganze Palette von Neuerungen bereit. Diese zielen vor allem auf eine Verbesserungen der Produktionsprozesse, indem erfahrene und erfolgreiche Bauern ihre Kollegen anleiten, gewisse Arbeiten besser zu machen als früher. Arner entwickelt dazu ein detailliertes Inventarisierungs- und Überwachungssystem, das Transparenz schafft und die Bauern einem Rechtfertigungsdruck unterwirft, wenn sie nicht erfolgreich sind. Neben der Ertragssteigerung ist hier auch die Vermeidung von Streitigkeiten das Ziel, denn das Anlegen von Katastern schafft Klarheit über Eigentumsrechte und Grenzverläufe.
Mit dieser sehr weit gehenden Kontrolle der Dorfbewohner antwortet Arner auf das frühere Versagen des Staates: „Wie die Verwahrlosung von ‚oben‘ einsetzte, so wird jetzt die obrigkeitliche ‚Sorgfalt des Staats für Hausordnung, für Treu und Glauben, und Wort halten‘ (III, 390) in allen Einzelheiten ernst genommen.“ Arners „rationale Planung und Durchführung eines dichten Kontrollsystems ist für Pestalozzi sowohl die konsequente Weiterführung des Gedankens, daß der Mensch von seinem Wesen her auf die Einbettung in feste, haltgebende Ordnungen angewiesen ist, als auch Antwort auf die soziale Entwicklung seiner zeitgenössischen Umgebung.“ Eine Gefahr ist dabei allerdings, dass die Entwicklung zur Selbständigkeit auf der Strecke bleibt.

### Kriminalprävention
Pestalozzis Überlegungen zur Strafjustiz beginnen lange, bevor überhaupt eine Straftat begangen wird. Ziel muss es sein, das Begehen einer kriminellen Handlung überhaupt zu verhindern. Arners Reformen leisten auch hier gute Dienste. Durch die materielle Sicherung auch der Ärmsten, entfällt deren Zwang, Essen zu stehlen, weil sie sonst verhungern würden, oder Brennholz zu freveln, weil sie sonst erfrieren würden. Und dank der Beseitigung der Korruption fällt eine (Pseudo-)Rechtfertigung für Diebstahl dahin. Wenn aber der Anreiz zur kriminellen Handlung sowieso dahinfällt, dann kann der Sinn einer Strafe nicht mehr in der reinen Abschreckung liegen. An ihre Stelle tritt die Idee der Besserung. Dies geht so weit, dass Arner den Galgen abmontieren lassen kann.

### Tragweite des Modells Bonnal
Gegen Ende des Romans rückt die Frage ins Zentrum, inwieweit das Modell Bonnal für ein ganzes Land Gültigkeit haben könnte. Pestalozzi weist darauf hin, dass Arners Reformen einem aufgeklärten Fürsten nicht nur in humanitärer Hinsicht gut anstehen, sondern dass geordnete Verhältnisse und eine prosperierende wirtschaftliche Tätigkeit letztlich auch dem Staate zugutekommen. Bei aller Kritik am Adel strebt Pestalozzi also nicht eine Revolution an, sondern propagiert Reformen, deren Träger und Promotoren eben gerade die Angehörigen der Adels sein sollen. Nach eingehender Prüfung des Modells durch mehrere Minister und gegen den Widerstand intriganter Höflinge lässt sich der Herzog von den Reformen Arners überzeugen. So endet der Roman offen und hoffnungsvoll.
Die Frage bleibt, ob Pestalozzi die Entwicklung zu Ende gedacht hat: „So entsteht die merkwürdige Gestalt des idealen Junkers, der sich seiner eigenen Rechte begibt, der keine Sorge als das Wohl seiner Dörfer kennt. Dieser Versuch, neuen Wein in alte Schläuche zu füllen, führt, ohne dass Pestalozzi es merkt, zur Auflösung der alten Staatsform von innen heraus. Wohl sind die Reformen nur wirtschaftlicher und erzieherischer Natur. Aber wenn das Volk wirtschaftlich und sittlich frei geworden ist, wird es dann einzig auf dem politischen Gebiet unmündig bleiben wollen? […] Pestalozzi will einen Rechtszustand, der dem einzelnen wirtschaftliche Unabhängigkeit sichert. Kann der aufgeklärte Despotismus, den Arner vertritt, diesen Zustand herstellen, ohne sich selbst aufzuheben und zu neuen politischen Verhältnissen zu führen? Pestalozzi hat in Lienhard und Gertrud diesen Gedanken nicht bis ans Ende verfolgt; sein politischer Farbwechsel in der Revolutionszeit zeugt aber für die Berechtigung unserer Fragen.“

## Stil (erste Fassung)

### Empfindsamkeit
Die Eingangsszene von Lienhard und Gertrud hat alle Ingredienzen eines Rührstücks: Eine treusorgende, abgehärmte Mutter, sieben weinende Kinder und ein Vater, der das knappe Geld im Wirtshaus vertrinkt. „In der Romanexposition wird geweint, geseufzt, gestöhnt, gelitten und geliebt. Hier wird die Basis für die gesamte Romanhandlung sowie für den empfindsamen Gestus geschaffen, der weite Passagen des Textes charakterisiert.“
Lienhard, dessen Name auf dem Titelblatt der Erstausgabe mit grösseren Typen gedruckt wurde als der seiner Frau, obwohl seine Rolle im Roman die unbedeutendere ist, und ein „herzguter Mann, der aber doch Weib und Kind höchst unglücklich macht“, wie es in der Überschrift des ersten Paragraphen heisst (II, 13), findet bei der Rückkehr aus dem Wirtshaus besagte Frau und Kinder derart ins Weinen vertieft, dass sie sein Heimkommen zuerst gar nicht bemerken. Lienhard fragt nach dem Grund ihres Elends:
Was ist, Gertrud! sagte er zu ihr, dieser erschreckliche Jammer, in dem ich dich antraf?
O mein Lieber! erwiderte Gertrud – finstere Sorgen umhüllen mein Herz – und wenn du weg bist, so nagt mich mein Kummer noch tiefer –
Gertrud, erwiderte Lienhard, ich weiß, was du weinest – ich Elender! (II, 14f)
Darauf erzählt ihm Gertrud von ihren Zukunftssorgen für die Kinder, wenn sie weiterhin mit so wenig Geld auskommen müssen. Der erste Paragraph endet dann wie folgt:
Und Lienhard weinte nicht minder – Was soll ich thun? – ich Unglücklicher! was kann ich machen? – ich bin noch elender als du weissest – O Gertrud! Gertrud! Dann schwieg er wieder, rang seine Hände und weinte lautes Entsetzen –
O Lieber! verzage nicht an Gottes Erbarmen – o Theurer! was es auch seyn mag – rede – dass wir uns helfen und rathen – (II, 16)
Die Emotionalität zeigt sich schon im Schriftbild, das bestimmt ist von zahlreichen Gedankenstrichen und Ausrufezeichen, auch mitten im Satz. Solche Szenen, in denen geweint wird, finden sich über den ganzen Text verteilt immer wieder und betreffen sehr viele Personen aus allen Ständen. Ein Auszug aus dem dritten Teil möge dies am Beispiel Arners zeigen. Der Junker hat sich nach der Versammlung des Dorfes, an der er mit allen Verfehlungen der Bewohner abgerechnet hat, in den Garten des Pfarrhauses zurückgezogen.
Am End des Gartens ist eine dunkle Laube, und unter dem Schattengewölb ein Rasenbank, auf den einer sicher absitzt, wenn er mit schwerem Herzen dazu kommt. –
Arner lag da mit seinem Angesicht auf die erhöhete Erde und nezte den Rasenbank mit seinen Thränen ob dem Bild der Verheerung seines Volks, von dem er kein Ende sah; und der Schmerz seiner Hoffnungslosen Sorgen stieg auf das höchste […] (III, 128)
Die Überschrift des Paragraphen, in dem sich dieses Zitat findet, lautet: „Wahre Empfindsamkeit ist auf Seelen-Stärke gegründet.“ (III, 127) Damit ist das Stichwort gegeben für die Charakterisierung dieses Stils: Empfindsamkeit. Dieser Begriff bezeichnet nicht nur eine Gemütsverfassung und mentale Fähigkeit, sondern auch eine „Literatur- und mentalitätsgeschichtliche Tendenz des 18. Jhs.“ und kann, zum „Modewort“ geworden „im letzten Viertel des 18. Jhs. bereits als Epochenbezeichnung dienen“.
Für Pestalozzi ist die Empfindsamkeit aber nicht bloss ein zufälliges Stilelement, vielmehr erlaubt es ihm, sein Anliegen der moralischen Erhebung genuin zu befördern, denn die Empfindsamkeit wird als Transportmittel moralischer Sensibilisierung angesehen. So gehen empfindsame Sprache und moralisches Anliegen eine untrennbare Verbindung ein. Dass Pestalozzi empfindsame Sprache im Zusammenhang mit einer einfachen Dorfbevölkerung einsetzt, macht nach Petra Korte seine „literarische Originalität und literarhistorische Leistung“ aus.
Gleichzeitig ist aber auch die Nähe zum Sturm und Drang festzustellen, dessen „exaltierte, ungebändigte, doch gefühls- und ausdrucksstarke Sprache voll Ausrufe, halber Sätze und forcierter Kraftausdrücke […] zum Derbrealistisch-Volkstümlichen neigt.“
Pestalozzi setzt die rhetorischen Mittel zur Erzeugung von Emotion sehr gekonnt ein. So, z. B. nach dem Tod von Rudis Mutter, wo der Erzähler behauptet, nicht mehr weiterschreiben zu können, weil er so sehr ergriffen ist.
„Wie jetzt dieser [Rudi] und wie alle Kleinen die Hände zusammen schlugen, das kann ich nicht beschreiben – Leser – Lass mich weinen und schweigen, denn es geht mir ans Herz – […]“ (II, 71)
Die Emotionalität der Szene wird in diesem einen Satz mit nicht weniger als drei rhetorischen Elementen gewährleistet: Neben der „Selbstinszenierung“ des Erzählers („es geht mir ans Herz“) ist es der „Unsagbarkeitstopos“ („das kann ich nicht beschreiben“) und die direkte „Leseransprache“ („– Leser –“). Selbstinszenierung und Leseransprache treten oft zusammen auf.
Ein ähnliches Beispiel findet sich im 4. Teil. Sylvia sieht, dass ein Bote aus dem Dorf zum Schloss kommt und fürchtet, die Gesellschaft Arners zu verlieren, wenn der sich um den Boten kümmert. Also lässt sie die scharfen Hunde auf den Boten hetzen, damit sich der entferne. Die Hunde richten ihn allerdings so zu, dass er das Bewusstsein verliert und für tot angesehen wird. Die Familie Arners kümmert sich um ihn und ist erleichtert, als er die Augen wieder öffnet und erwacht:
Könnt‘, könnt ich dieses Erwachen mahlen, dass es lebendig wäre und redte! ich würde Menschen, Menschen regieren lernen – aber ich kann es nicht – ich kann dieses Erwachen nicht mahlen – dass es lebendig würde und redte.
Leser! denk dir dieses Erwachen, und mahl‘ es aus bey dir selber – ich aber will schweigen – dir dieses Bild nicht zu verderben. –
Edler! Bist du fertig? – Soll ich wieder reden? – (III, 261)

### Religiöse Sprache
Zum spezifischen Spachduktus in Lienhard und Gertrud gehören auch Anklänge an biblische und religiöse Sprache. Ein Beispiel ist eine Charakterisierung Arners, die ihn rhetorisch mit dem „Reich Gottes“ in eine Parallele bringt. Es heisst von ihm im 3. Teil: „Wormit will ich Arners Thun vergleichen? – Es ist gleich dem Regentropfen, der von der Rinne fällt, und den Felsen höhlet. –“ (III, 207) Dabei ist zu denken an Lukas 13, 18–21: „Nun sprach er: Wem ist das Reich Gottes gleich, womit soll ich es vergleichen? Es ist einem Senfkorn gleich, das einer nahm und in seinen Garten säte. Und es wuchs und wurde zu einem Baum, und die Vögel des Himmels nisteten in seinen Zweigen. Und wiederum sprach er: Womit soll ich das Reich Gottes vergleichen? Es ist einem Sauerteig gleich, den eine Frau nahm und mit drei Scheffel Mehl vermengte, bis alles durchsäuert war.“ (Zürcher Bibel)
Ein anderes Beispiel findet sich ebenfalls im 3. Teil: Arner und Glüphi besuchen Gertrud und staunen, wie sie es fertig bringt, ihre und des Rudis Kinder gleichzeitig lernen und an den Spinnrädern arbeiten zu lassen. Glüphi bittet sie, ihm zu helfen, wenn er die Schule aufbauen soll, denn er will den Unterricht nach ihrem Muster einrichten. Gertrud hingegen kann kaum glauben, dass die Bitte ernst gemeint ist. Arner schliesst sich aber der Bitte Glüphis an mit den Worten: „was du immer thun wirst, ihm zu helfen, das wirst du mir thun.“ (III, 58) Dazu Matthäus 25, 40: „Und der König wird ihnen antworten und sagen: Wahrlich, ich sage euch: Wiefern ihr es einem dieser meiner geringsten Brüder getan habt, habt ihr es mir getan.“
Mit solchen rhetorischen Mitteln gelingt es Pestalozzi die Figur Arners zu überhöhen in dem Sinne, dass „das Verhältnis des Regenten zum Volk […] für Pestalozzi im Grunde gar kein Herrschaftsverhältnis [ist], sondern ein religiös und pädagogisch verstandenes Vaterverhältnis. Dies impliziert für ihn von vornherein das Ende jedes absoluten Machtanspruches.“
Ebenfalls überhöht wird die Figur Gertruds. Sie ist vielleicht die erstaunlichste Persönlichkeit in diesem an Figuren so reichen Roman. Mit ihrem Gang zu Arner, dem sie die Machenschaften des Vogts schildert, tritt sie ganz eigentlich dessen Reformprozess los. Sie erzieht nicht nur ihre eigenen sieben Kinder, sondern zeitweise auch noch die vier von Rudi, dessen Haushalt sie nach dem Tod der Grossmutter wieder in Ordnung bringt und dem sie zu einer Frau verhilft, die zu ihm passt. Sie hilft Glüphi den Schulunterricht nach dem Vorbild ihrer eigenen Wohnstube einzurichten. Schliesslich wird sie Teil einer Frauengruppe, die in Zusammenarbeit mit Arners Frau Therese an der Erneuerung der Dorfgemeinschaft arbeitet. (III, 383) Von ihr heisst es unter dem Paragraphentitel „Ein Frauenbild, aber nicht zu allgemeinem Gebrauch“ (II, 279):
So gehet die Sonne Gottes vom Morgen bis am Abend ihre Bahn; — Dein Auge bemerkt keinen ihrer Schritte, und dein Ohr höret ihren Lauff nicht — Aber bey ihrem Untergang weissest du, dass sie wieder aufstehet, und fortwirkt, die Erde zu wärmen, bis ihre Früchte reiff sind.
Leser! es ist viel, was ich sage; aber ich scheue mich nicht, es zu sagen.
Dieses Bild der grossen Mutter, die über der Erde brutet, ist das Bild der Gertrud und eines jeden Weibs, das seine Wohnstube zum Heiligthum Gottes erhebt, und ob Mann und Kindern den Himmel verdient. (II, 280)
Dazu meint Petra Korte: „Pestalozzi wechselt seinen stilistischen Code, der Erzähler wird zum Sprecher eines Hymnus, der streckenweise sogar in rhythmischer Prosa gehalten ist. Die Poesie des Hymnus zielt auf den erhabenen Stil, der sich religiöser Metaphorik als rhetorischem Ornat bedient. Das hymnische Sprechen hat zum Ziel, die Figur der Gertrud zu einer mythischen, überirdischen Figur zu stilisieren. Die Bilder werden zu Pathosformeln, wenn in dem Tageskreis der Sonne Gertrud als ‚Sonne Gottes‘ erscheint, freilich so, dass in der Verklärung zugleich die wahrhafte, erdverbundene Muttergöttin wie eine diaphane, Himmel und Erde verbindende Macht aufstrahlt.“

### Volkstümlichkeit
Das Buch nennt sich im Untertitel Ein Buch für das Volk, und es war Pestalozzi ein grosses Anliegen, sich mit seinem Roman nicht nur an die oberen Stände zu richten. Im Vorwort zum ersten Teil beansprucht der Erzähler für sich, nicht zu erfinden, sondern bloss darzustellen, was „das Volk selber empfindet“ (II, 3). Diese „Selbstdarstellung als neutraler Erzähler und Beobachter“ ist einerseits „Teil eines Legitimationsrituals, das den Realitätsbezug des Romans bezeugen soll“ – und dabei selbstverständlich selbst eine Fiktion. Und andererseits statuiert sie ein „Objektivitätsideal“, das für Pestalozzi attraktiv ist, „weil das poetologische Objektivitätsideal seinen Volksschriftsteller-Habitus weiter absichert. Dass Pestalozzi seine Geschichte auf diese Art und Weise legitimiert, bedeutet zugleich eine kategorische Abgrenzung zum phantastisch-utopischen und zum eskapistisch angelegten, auf Unterhaltung und Spannung reduzierten Kunstroman […].“ „Gattungsgeschichtlich gesehen schafft Pestalozzi das Paradigma des deutschen Volksromans mit kollektiven Konflikten und utopischen Lösungen und stellt damit dem von Rousseau, Wieland und Goethe bevorzugten individuellen Entwicklungsroman einen Gegenentwurf gegenüber.“
In der Tat verfügt der Roman über viele volkstümliche Züge, nicht nur mit seinem Personal und seinem Schauplatz im Dorf, sondern auch mit den szenischen Gestaltungsmitteln, die er auffährt: „Mit einem Kaleidoskop an komödiantischen Einlagen, Schelmenstücken, Rührstücken, Marktplatzschauspielen wird Bonnal zur öffentlichen Bühne und die Wohnstuben, der Dorfplatz und das Schloss zum Bühnenraum.“
Dass das Buch trotzdem den Weg zum Volk nicht so gut gefunden hat, wie Pestalozzi es sich einbildete, diese bittere Wahrheit will Heinrich Zschokke dem Autor gegenüber gesprächsweise direkt gesagt haben: „‚Ihr Lienhard und Gertrud ist ein Meisterwerk, dem Aehnliches die deutsche Literatur nichts aufzuweisen habe, aber – es ist schlechterdings kein Volksbuch; darum ist es auch nicht in den Händen des Volks. Ich fand es in vielen Büchersammlungen der Städte; noch in keiner Bauernhütte. Es ist ein reines, treues Gemälde des Volks, seines Gemüths, seiner Denkweise und Sitte; es athmet im Geist und Leben des Landvolks …‘ Der Jüngere sprach dem Älteren den Trost zu, in die Weltliteratur eingegangen zu sein, obgleich um den Preis eigentlicher Volkstümlichkeit.“

## Zu den späteren Fassungen
Die zweite Fassung von 1790/92 ist im Umfang stark gestrafft und von vier auf drei Bände reduziert. Trotzdem bleibt die Handlung in den grossen Zügen gleich. Die Gestaltung der Umarbeitung steht im Zeichen von Pestalozzis Bestreben, „einen Fürsten für seine reformerischen Ideen zu gewinnen und sich selbst für eine Verwendung im habsburgischen Staatsdienst zu empfehlen. Diese Politisierung der Schrift verändert insgesamt ihren literarischen Charakter und macht aus dem Roman eine stark zusammengefaßte, die Geschlossenheit der Konzeption betonende Programmschrift […].“ Ausserdem reagiert Pestalozzi auf die inzwischen ausgebrochene Französische Revolution. Er akzentuiert die Verantwortung des Adels, allerdings immer noch in der Meinung, dass „daß im Allgemeinen das Menschengeschlecht, unter einer weisen herrschaftlichen Obsorge besser gedeihe, als in der Unruhe eines sich selbst überlassenen Zustands“. (IV, 464) Also keine Revolution, sondern von oben initiierte Reformen.
Die dritte Fassung von 1819/20 ist Fragment geblieben. Auf neu sechs Teile geplant, sind die letzten beiden Teile verloren gegangen. Von den erhaltenen vier Teilen entsprechen die ersten beiden ungefähr jenen aus der ersten Fassung. Die Handlung der neuen Teile drei und vier entspricht ungefähr jener des Teils drei aus den 80er Jahren.
Inhaltlich zeigt sich eine stärkere Akzentuierung hin zur Bedeutung des Individuums und eine Reduktion der staatlichen Eingriffsmöglichkeiten. Einzig in der Schule entwickelt der Staat noch gestaltende Kräfte. Darüber hinaus ist Arner auf Residuen positiver Kräfte im Dorf selber angewiesen, wenn er eine Reform zur Gesundung der Gesellschaft einleiten will. „Dabei taucht allerdings das Problem auf, inwieweit dieser von innen nach außen verlaufende Regenerationsprozeß das ganze Land wirklich erfassen kann (VI, 22). Die im Dorf Bonnal modellhaft durchgeführten Reformen konnten in der ersten Fassung durch staatliche Verordnung im gesamten Fürstentum eingeführt werden, jetzt aber gibt es keine Garantie für den Erfolg des neuen Weges.“

## Wirkungsgeschichte
Heinrich Zschokkes Goldmacherdorf (1817) ist weitgehend von Lienhard und Gertrud beeinflusst. Wie Arner in Lienhard und Gertrud geht es dem Protagonisten Oswald im Goldmacherdorf um „die ökonomische Konsolidierung und moralische Erziehung einer verkommenen Dorfgemeinschaft. […] Wie Arner erlässt Oswald drakonische Gesetze, wie jener rechnet er mit der alten, korrupten Dorfoligarchie ab und baut sein Werk auf einen Kreis von Verbündeten.“
Auch in Jeremias Gotthelfs erstem Roman Der Bauernspiegel (1837) geht es um pädagogische Anliegen. Das Werk wäre ohne Pestalozzis Roman „kaum denkbar, auch wenn das Vorbild durch den fulminanten Erstling literarisch bereits völlig in den Schatten gestellt wird.“
Hundert Jahre nach seinem Erscheinen setzte Gottfried Keller dem Werk ein Denkmal in seinem Roman Martin Salander. Die Verteidigung von zwei kriminell gewordenen Notaren bringt vor Gericht den mangelhaften Schulunterricht als vermeintlich entlastendes Moment vor. Der Gerichtspräsident lässt dieses Argument aber nicht gelten, indem er mit Hinweis auf den Autor von Lienhard und Gertrud die enormen Anstrengungen erwähnt, die der Staat seit damals und im Sinne Pestalozzis zur Hebung der Volksbildung unternommen hat. Allerdings teilt Keller den spätaufklärerischen Optimismus Pestalozzis in Bezug auf die Perfektibilität des Individuums nicht mehr.
In Fontanes Roman Quitt lesen die Bewohner des Mennoniten-Haushalts, in dem der Protagonist lebt, Lienhard und Gertrud gemeinsam während zweier Kapitel und diskutieren anhand dieses Textes gesellschaftliche Fragen und persönliche Belange einiger Figuren.

## Ableitung einiger Personennamen
Es gibt beim zahlreichen Personal in Lienhard und Gertrud viele Personennamen, die nichts Auffälliges an sich haben (Leemann, Aebi, Kienast). Andere lassen direkt auf einen Beruf oder Charakterzug schliessen (Scherer, Kriecher). Dann gibt es aber eine ganze Reihe von Namen, die so auffällig sind, dass sie nach einer Erklärung rufen. Für einige von ihnen hat die Forschung mögliche Herleitungen gefunden. Auch wenn solche Namen oft von Zeitgenossen Pestalozzis abgeleitet sind, heisst das nicht, dass sie im Sinne eines Schlüsselromans zu verstehen sind. Die wichtigsten sind:

### Arner
Abgeleitet von Niklaus Emanuel Tscharner (1727 bis 1797), einem Berner Patrizier, „der 1767—73 die dem Neuhof benachbarte Landvogtei Schenkenberg verwaltete, mit P. in brieflicher und literarischer Verbindung stand, höchstwahrscheinlich dessen bedeutsame Beziehungen zu Iselin vermittelte und in seinen philanthropen Bestrebungen klare Züge für Arners Bild abgibt.“ (II, 465f)

### Hummel
„Als zuverlässiges Urbild des Vogtes Hummel gilt der Metzger und Wirt Heinrich Märki aus Birr, der P. beim Ankauf von Ackerland zur Gründung seines Neuhofes waidlich betrogen hatte […] und auch sonst übel beleumundet, ‚allgemein verhaßt und gefürchtet‘ war. […] Den in Birr verbreiteten Namen Hummel wählte P. nach der ortsüblichen Bezeichnung der Äcker, mit denen er betrogen wurde, als ‚Humbeläcker‘.“ (II, 466)

### Glüphi
Der Name, etwa auch als „Glüphj“ geschrieben, kann als rückläufiges Akronym für „Johann Heinrich Pestalozzi über Lienhard [und] Gertrud“ verstanden werden.

## Ausgaben
Erstausgabe
- Lienhard und Gertrud. Ein Buch für das Volk, Berlin und Leipzig, bey George Jakob Decker 1781
- Lienhard und Gertrud. Ein Buch für‘s Volk. Zweyter Theil, Frankfurt und Leipzig 1783
- Lienhard und Gertrud. Ein Buch für‘s Volk. Dritter Theil, Frankfurt und Leipzig 1785
- Lienhard und Gertrud. Ein Buch für‘s Volk. Vierter und letzter Theil, Frankfurt und Leipzig 1787

Kritische Ausgabe
- Pestalozzi. Sämtliche Werke, herausgegeben von Artur Buchenau, Eduard Spranger und Hans Stettbacher, Walter de Gruyter, Berlin und Leipzig 1927 ff., Bände II bis VI (hier zitiert mit Bandnummer in römischen und Seitenzahl in arabischen Zahlen).

Leseausgaben
- Heinrich Pestalozzis lebendiges Werk, herausgegeben von Adolf Haller in vier Bänden, Band 1, Lienhard und Gertrud, Birkhäuser Verlag, Basel 1946 (Birkhäuser Klassiker, Band 72), 496 Seiten (enthält nur die ersten beiden der vier Teile).
- Johann Heinrich Pestalozzi: Werke Band 1, Lienhard und Gertrud, nach dem Text der Erstdrucke herausgegeben und kommentiert von Gertrude Cepl-Kaufmann und Manfred Windfuhr. Mit einem Nachwort von Manfred Windfuhr, Winkler Dünndruckausgabe, München 1977, später als Lizenzausgabe für den Buchclub Ex Libris, Zürich 1986, 907 Seiten.

## Sonstiges
Nach der Figur Lienhard ist die Lienhardstraße auf der Lage des ehemaligen Pestalozzistifts in Hamburg-Barmbek-Nord benannt.